# Pierderi teritoriale ale României
Pierderile teritoriale ale României sunt trecerile unor teritorii de sub suveranitatea statului român sub suveranitatea unor alte state, care au avut loc în decursul istoriei.

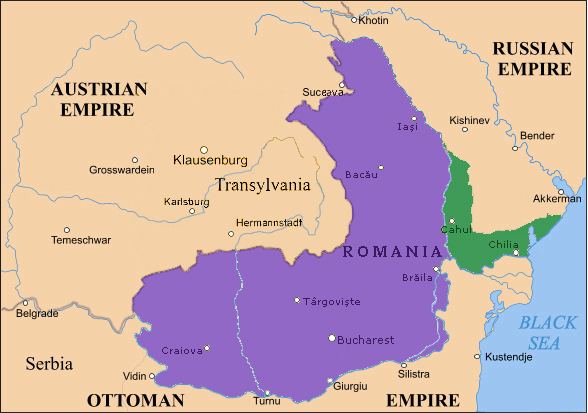
În verde, teritoriile cedate de România Imperiului Rus în 1878

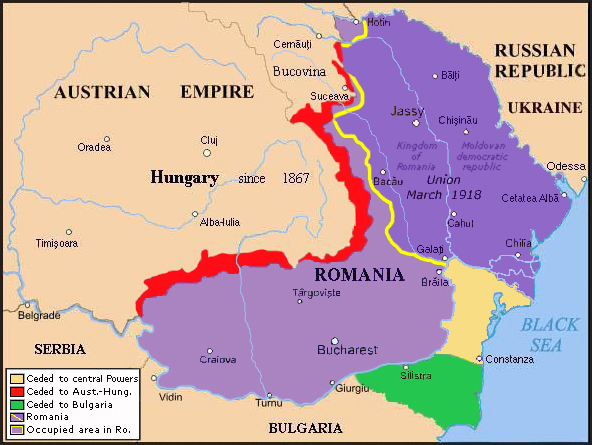
În roșu, teritoriul cedat de România Austro-Ungariei, în verde, cel cedat Bulgariei și în galben, cel cedat Puterilor Centrale în mai 1918

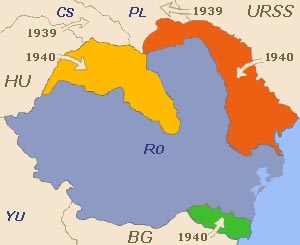
Teritoriile pierdute de România în 1940

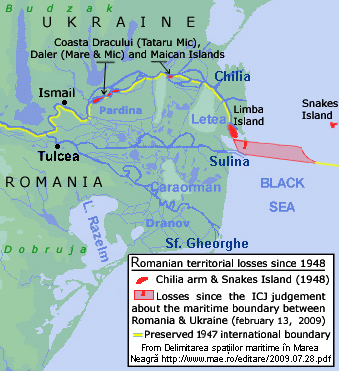
În roșu și roz, teritoriile cedate de România Uniunii Sovietice, apoi Ucrainei, după 1948

## Motivele pierderilor

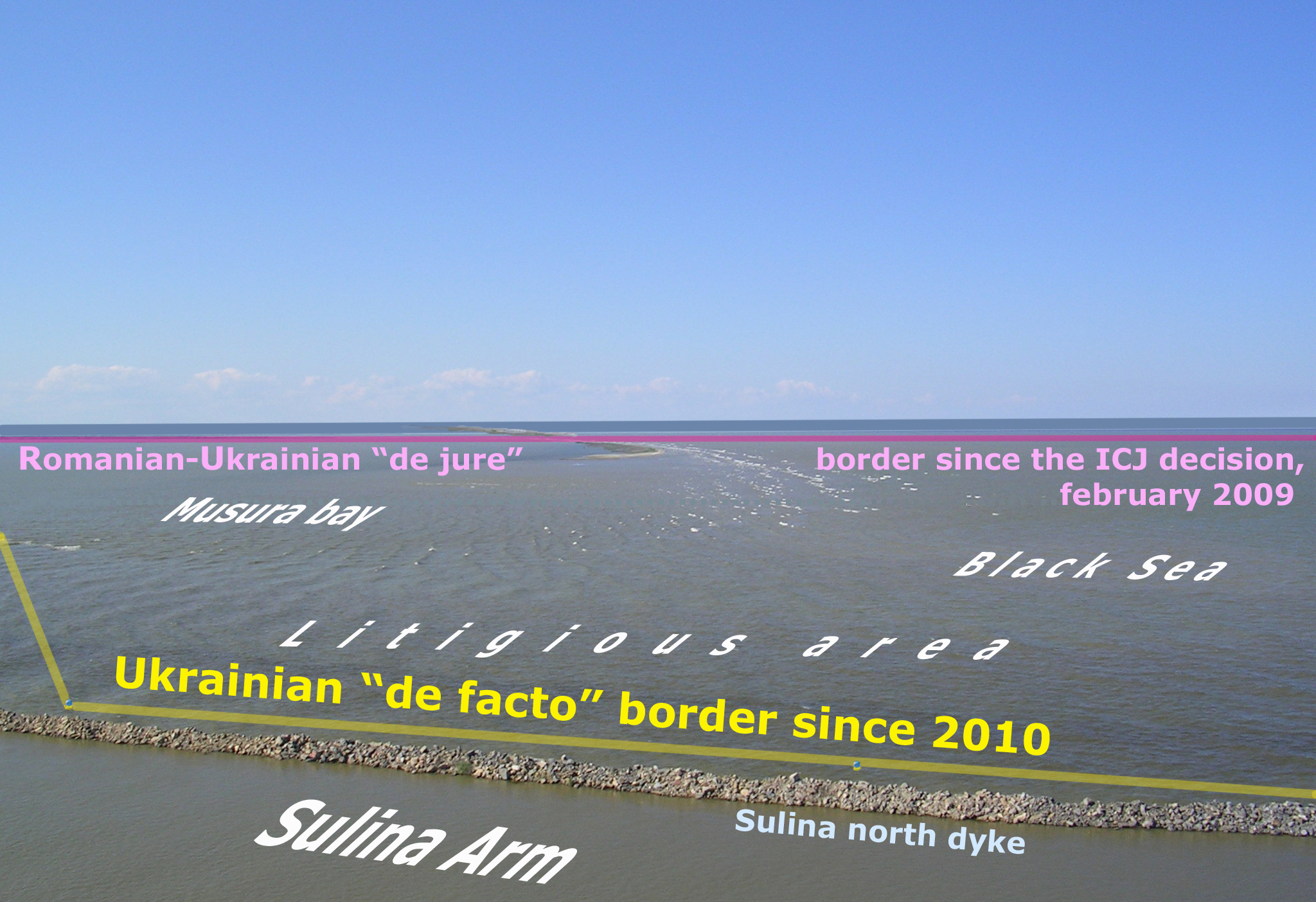
Zona respectivă văzută de deasupra digului Sud al Brațului Sulina

Animație cu evoluția teritoriilor românești în decursul timpului

Motivele pierderilor teritoriale ale României sunt multiple:
- prin cedare și tratat, în situația de pace cu statul beneficiar, dar sub amenințarea trecerii la starea de război;
- prin cedare și tratat, în situația de pace cu statul beneficiar, dar sub presiunea politică, economică sau militară a unei mari puteri, susținând statul beneficiar;
- prin înfrângere militară.

## Lista pierderilor
- În 1878, prin Tratatul de la Berlin, teritoriul județelor Cahul, Bolgrad și Ismail pe care România le moștenise de la Principatul Moldovei în 1859, au fost reîncorporate în Imperiul Rus; a redobândit această regiune în 1918 prin Unirea cu Basarabia;

- În martie 1918, prin Pacea de la București, România, înfrântă de armatele austro-germane și bulgare, a fost silită să cedeze Austro-Ungariei o fâșie de teritoriu de-a lungul Munților Carpați, Bulgariei, Dobrogea la sud de linia Rasova-Agigea, și Puterilor Centrale restul Dobrogei până la Brațul Sfântu Gheorghe; a redobândit aceaste teritorii după Marea Unire din 1918 prin Tratatele de pace de la Saint-Germain, Trianon și Neuilly;

- În decursul anului 1940, prin intermediul ultimatumului sovietic de la 28 iunie, emis ca o consecință a Pactului Ribbentrop-Molotov, România este silită să cedeze mai multe teritorii Uniunii Sovietice: Bucovina de Nord, Ținutul Herța (teritoriu care nu fusese menționat nici în ultimatum și nici în pactul dintre Hitler și Stalin) și Basarabia. Prin Dictatul de la Viena Ungariei: Transilvania de Nord, iar prin Tratatul de la Craiova Bulgariei: Dobrogea de Sud (la sud de linia Ostrov-Vama Veche); Transilvania de Nord a fost eliberată de sub ocupația maghiară in toamna anului 1944 de catre armatele româno-sovietice si redobândită legal prin Tratatul de la Paris din 1947.
- În toamna anului 1940, ca urmare a neînțelegerilor asupra traseului noii frontiere româno-sovietice pe Brațul Chilia și a nerecunoașterii de câtre URSS a vechii frontiere din perioada 1878–1918, trupele sovietice au debarcat și au ocupat în luna octombrie insulele Salangic, Dalerul Mare, Dalerul Mic și Maican, Uniunea Sovietică punând astfel România în fața faptului împlinit si dobândind controlul deplin asupra navigației pe Brațul Chilia prin mutarea de facto a frontierei de stat la sud de aceste insule ocupate, respectiv de pe Brațul Stambulul Vechi pe Brațul Musura.[1]

- În 1948, contrar prevederilor Tratatului de Pace de la Paris din 1947 care a lăsat aceste teritorii românești în componența statului român, printr-un protocol bilateral româno-sovietic, Republica Populară Română a cedat Uniunii Sovietice, insulele Coasta-Dracului (Tătarul Mic), Dalerul Mare, Dalerul Mic, Maican, Limba și Șerpilor, primele patru situate pe Brațul Chilia, a cincea la vărsarea acestuia în mare, iar a șasea situată în larg la aproximativ 45 de km de Sulina.[2] În urma disoluției URSS, aceste teritorii au revenit Ucrainei. O dispută între Ucraina și România asupra platoului continental au făcut ca România să recupereze, la Curtea Internațională de Justiție de la Haga, o suprafață semnificativă din platoul continental din Marea Neagră.[3]